# (7599) Munari
(7599) Munari ist ein Asteroid des äußeren Hauptgürtels, der am 3. August 1994 von den italienischen Astronomen Maura Tombelli und Andrea Boattini am Osservatorio Astronomico della Montagna Pistoiese (IAU-Code 104) in San Marcello Pistoiese entdeckt wurde.
Der Himmelskörper wurde nach dem italienischen Astronomen Ulisse Munari (* 1960) benannt, der am Astrophysikalischen Observatorium Asiago arbeitet und Mitglied im RAVE-Team in Australien ist.